# Ельцовский сельсовет (Ельцовский район)
Ельцовский сельсовет — муниципальное образование со статусом сельского поселения и административно-территориальное образование в Ельцовском районе Алтайского края России. Административный центр — село Ельцовка.

## Население
| 1997  | 1998  | 1999  | 2000  | 2001  | 2002  |
| ----- | ----- | ----- | ----- | ----- | ----- |
| 3634  | ↘3530 | ↗3538 | ↘3511 | ↘3326 | ↘3181 |
| 2003  | 2004  | 2005  | 2006  | 2007  | 2008  |
| ↗3417 | ↗3540 | ↘3319 | ↗3332 | ↗3350 | ↗3366 |
| 2009  | 2010  | 2011  | 2012  | 2013  | 2014  |
| ↘3229 | ↘2861 | ↘2841 | ↘2828 | ↘2826 | ↗2884 |
| 2015  | 2016  | 2017  | 2018  | 2019  | 2020  |
| ↗2905 | ↘2896 | ↗2900 | ↗2912 | ↗2915 | ↘2875 |
| 2021  |       |       |       |       |       |
| ↘2871 |       |       |       |       |       |

По результатам Всероссийской переписи населения 2010 года, численность населения муниципального образования составила 2861 человек, в том числе 1328 мужчин и 1533 женщины. Оценка Росстата на 1 января 2012 года — 2828 человек.

## Населённые пункты
В состав сельского поселения входит один населённый пункт — село Ельцовка.